# Noccaea sintenisii
Noccaea sintenisii är en korsblommig växtart som först beskrevs av Joseph Friedrich Nicolaus Bornmüller, och fick sitt nu gällande namn av Friedrich Karl Meyer. Noccaea sintenisii ingår i släktet backskärvfrön, och familjen korsblommiga växter.

## Underarter
Arten delas in i följande underarter:
- N. s. crassum
- N. s. sintenisii